# Lasiocercis bigibboides
Lasiocercis bigibboides är en skalbaggsart som beskrevs av Stefan von Breuning 1965. Lasiocercis bigibboides ingår i släktet Lasiocercis och familjen långhorningar.
Artens utbredningsområde är Madagaskar. Inga underarter finns listade i Catalogue of Life.